# K 1600

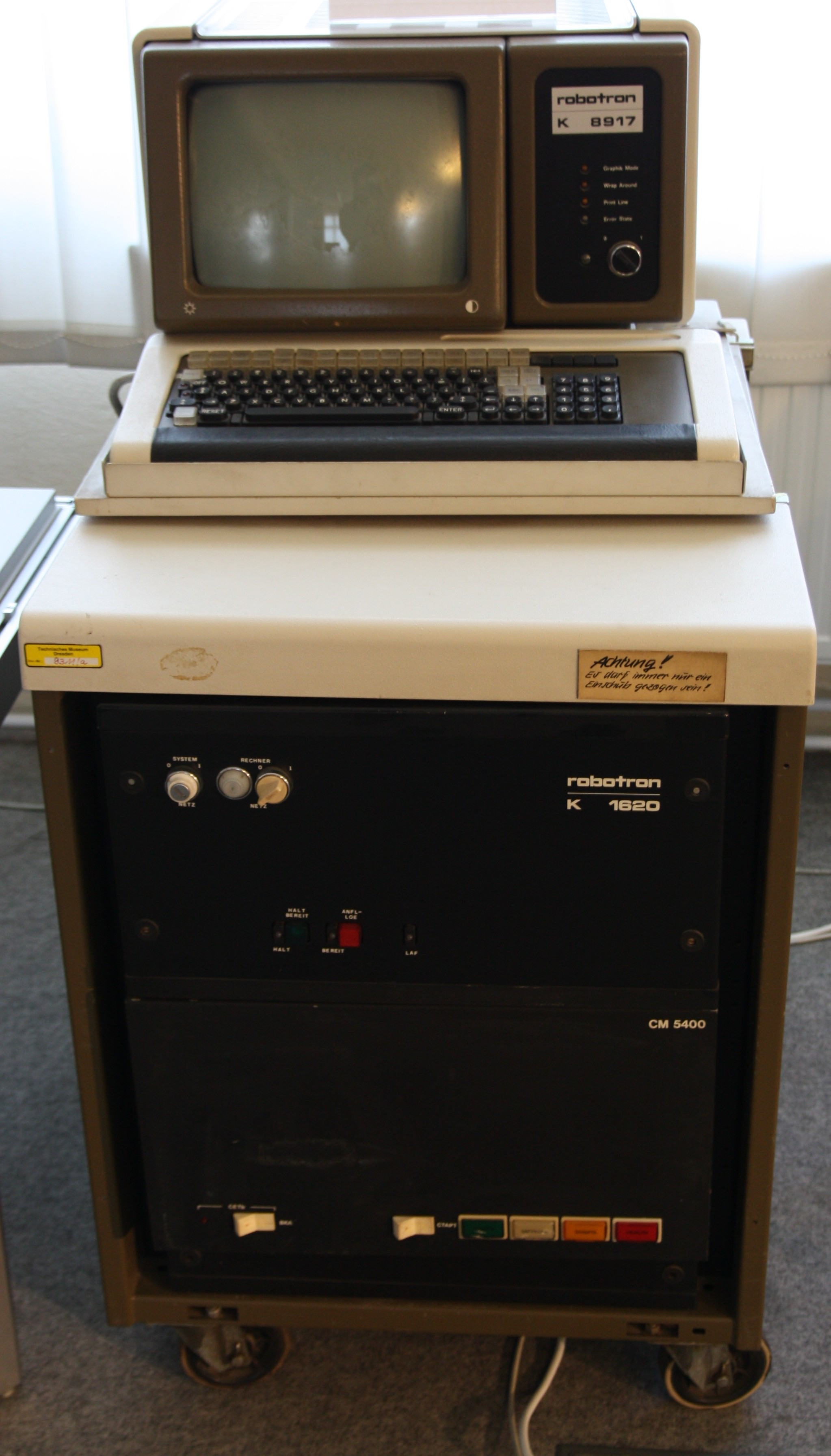
Robotron K 1620 mit Terminal K 8917 in den Technischen Sammlungen Dresden, 2009

Die Rechner der Robotron-K-1600-Reihe waren Mikrocomputer aus der Deutschen Demokratischen Republik (DDR) mit 8-bit-Architektur und dem U830C als Hauptprozessor. Die Computer dieses Typs erschienen außerdem in den Varianten K 1620 und K 1630. Die Chiffren im System der Kleinrechner (SKR) der früheren Länder des Rats für gegenseitige Wirtschaftshilfe (RGW) waren СМ 1620 bzw. СМ 1630. Sie wurden ab 1978 vom VEB Robotron-Elektronik Dresden, Stammbetrieb des Kombinats Robotron, entwickelt und 1981 in die Serienproduktion überführt.

## Geschichte
Die Rechner der K-1600-Familie waren die ersten Mikrocomputer der DDR, die nach den im SKR festgelegten Operationsprinzipien arbeiteten, welche sich an der Rechnerarchitektur PDP-11 der Firma Digital Equipment Corporation (DEC) orientierten. Als Nachfolger der K 1600 wurde ab Ende 1979 ein 16-bit-Mikrorechnersystem mit der Bezeichnung K 1700 nach dem Vorbild der PDP-11/44 auf Basis eines neuen, vorbildfreien Schaltkreissystems U84x entworfen. Diese Entwicklung wurde 1982 abgebrochen, und erst die Virtual-Address-eXtension-kompatiblen Modelle K 1820 und K 1840 sollten den Bedarf an Rechnern höherer Leistungsklasse Ende der 1980er Jahre decken.

## Einsatz
Die wichtigsten Einsatzgebiete lagen im Bereich der automatisierten Produktionssteuerung, der Labor- und Prüffeldautomatisierung für Industrie, Forschung und Entwicklung sowie universeller Informationsverarbeitungssysteme.
Die Rechnerkerne der Modelle K 1620 und K 1630 gründeten sich auf die dafür gemeinsam mit dem Zentrum für Forschung und Technologie Mikroelektronik des Kombinats Mikroelektronik Erfurt und einem Betrieb des sowjetischen Ministerium für Elektroindustrie (MEI) entwickelten Schaltkreise der Reihe U830C in NMOS-Technik mit dem Integrationsgrad large scale integration. Als Speicherschaltkreise wurden 4- und 16-kbit-DRAMs verwendet, die weitere Technik war in Transistor-Transistor-Logik mit dem Grad medium scale integration wie bei den ESER-Zentraleinheiten realisiert.
Das System K 1600 war auf der Grundlage von 19-Zoll-Racks hinsichtlich des Arbeitsspeichers und der Anschlusssteuerungen ähnlich wie das Mikrorechnersystem K 1520 äußerst modular ausgelegt. Auf Basis des K-1600-Systems wurden unter anderem die Finalprodukte
- Kommerzielles Basisrechnersystem A 6401/A 6402
- Prozessrechnersystem A 6491/A 6492
- Bildverarbeitungssysteme A 6471/A 6472/A 6473
- Datensammelsystem A 6230

verkauft.

## Produktion
Die Produktion des K 1620 und der daraus abgeleiteten Anwendungssysteme begann 1981, ein Jahr später ging der K 1630 in Serie. Vom K 1620 wurden bis 1987 280 Geräte und bis 1989 1.845 Einheiten vom K 1630 produziert.
Vom K 1620 befindet sich ein Exemplar in den Technischen Sammlungen Dresden. Vermutlich ist es das letzte vorhandene Gerät dieser Variante. Von der K 1630 existieren (Stand 04/2016) noch fünf Maschinen. Diese befinden sich:
- im Rechenwerk Computer- & Technikmuseum Halle (4-Schrank-Prozessrechner aus dem Kraftwerk Thierbach), seit dem 1. April 2016 wieder bootfähig und Besuchern zugänglich
- im ZCOM – Zuse-Computer-Museum in Hoyerswerda (4-Schrank-Produktivsystem unbekannter Herkunft)
- im Depot der Rechentechnischen Sammlung an der Universität Greifswald (ehem. Universitätsmaschine zur Ausbildung)
- in der rechentechnischen Sammlung der Staatlichen Studienakademie Bautzen (ehem. Universitätsmaschine zur Ausbildung)
- stillgelegt in einem Büro der Akademie der Wissenschaften Ho-Chi-Minh-Stadt (ehem A-6471-Bildverarbeitungssystem)

## Hardware

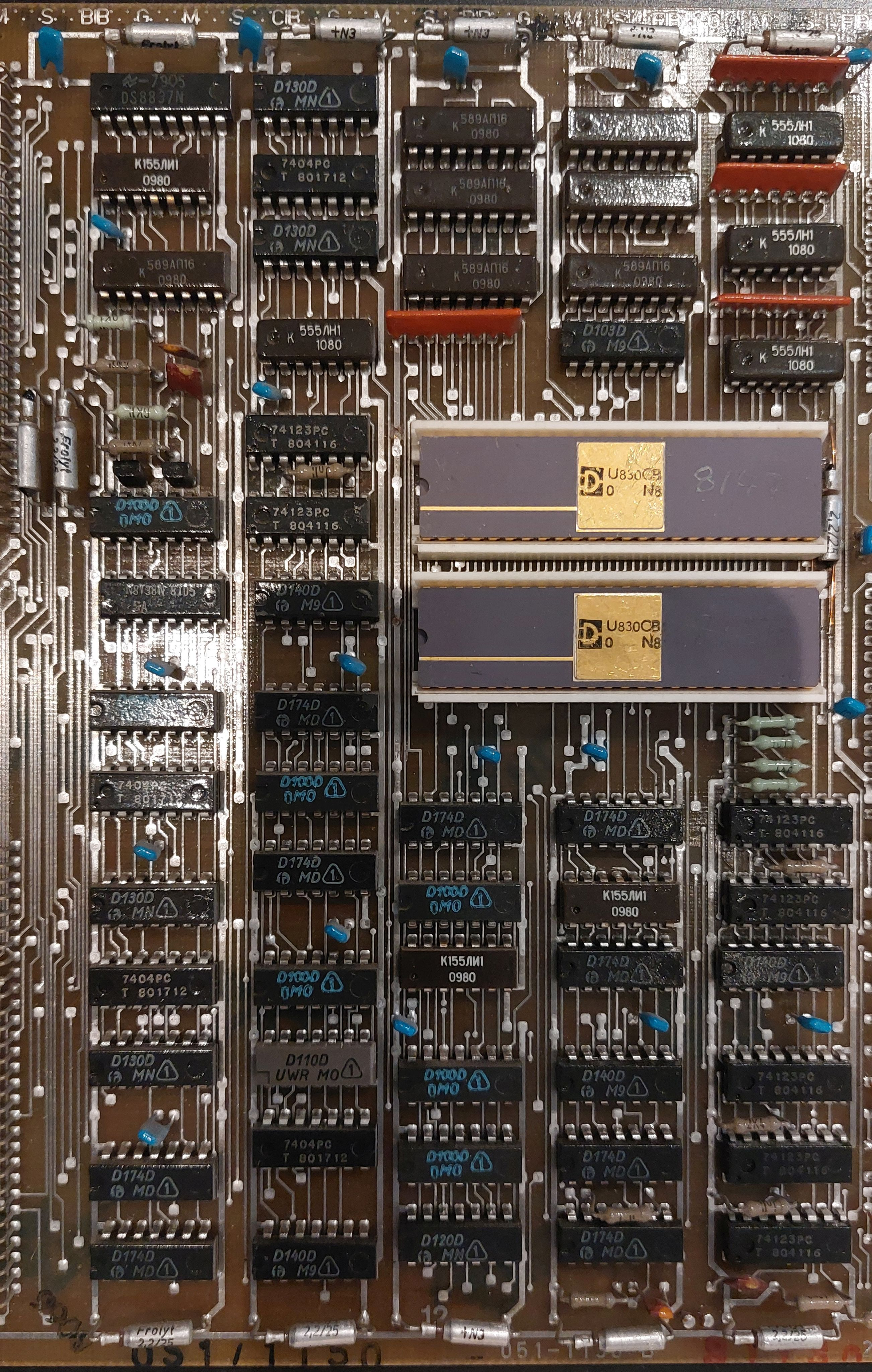
K 1620, ZVE 2662 mit 2 Stück U830C

Die Mikrorechnerfamilie K 1600 besteht aus den Rechnern K 1620 und K 1630, dem gemeinsamen Modellbestand an peripheren Geräten und der zum Betrieb erforderlichen Software. Die Rechner sind modular in 19-Zoll-Einschubtechnik aufgebaut.
Neben den sich unterscheidenden Rechnerkernen nutzen beide Rechner ein Spektrum an gemeinsamen Funktionseinheiten, nämlich:
- die internen Speicher (speichertechnisch besitzt der K 1620 einen eingeschränkten Funktionsumfang im Vergleich zum K 1630)
- das Anschlusssystem
- die Stromversorgung und
- die konstruktiven Elemente (Schranksystem, Stromversorgung usw.).

Durch Einbindung spezieller peripherer Geräte und Ergänzung mit spezifischen Softwaremodulen entstanden Finalerzeugnisse (z. B. Prozessrechner durch den Anschluss der Prozessein- und -ausgabeeinrichtung, Betriebsdatenerfassungssysteme durch die Integration von manuellen und maschinenabhängigen Dateneingabeplätzen, CAD/CAM-Arbeitsplätze für Konstrukteure und Technologen durch die Einbindung von Grafikterminals, Digitalisiergeräten und Plotter usw.), für die dann unterschiedliche Robotron-Vertriebsbetriebe verantwortlich zeichneten.
Der Rechnerkern des K 1620 wird durch die Zentrale Verarbeitungseinheit (ZVE) K 2662 mit 64 kB Adressraum und einer Rechenleistung von ca. 0,3 MIPS gebildet. Sie besteht im Wesentlichen aus zwei Mikroprozessorchips U830C (К1883ИА0) mit je 8 bit Verarbeitungsbreite, dem Mikroprozessorsteuerwerk und der Bussteuerung mit folgenden Funktionen:
- Realisierung der mikroprogrammierten Befehlsliste des K 1620,
- Mikroprogrammgestützte Bedienfunktion über Bedienperipherie,
- Steuerung des Informationsaustausches des Prozessors über den Bus,
- Buszuteilung und Unterbrechungssteuerung,
- Zentrale Regenerierungssteuerung für dynamische Halbleiterspeicher.

Der Rechnerkern des K 1630

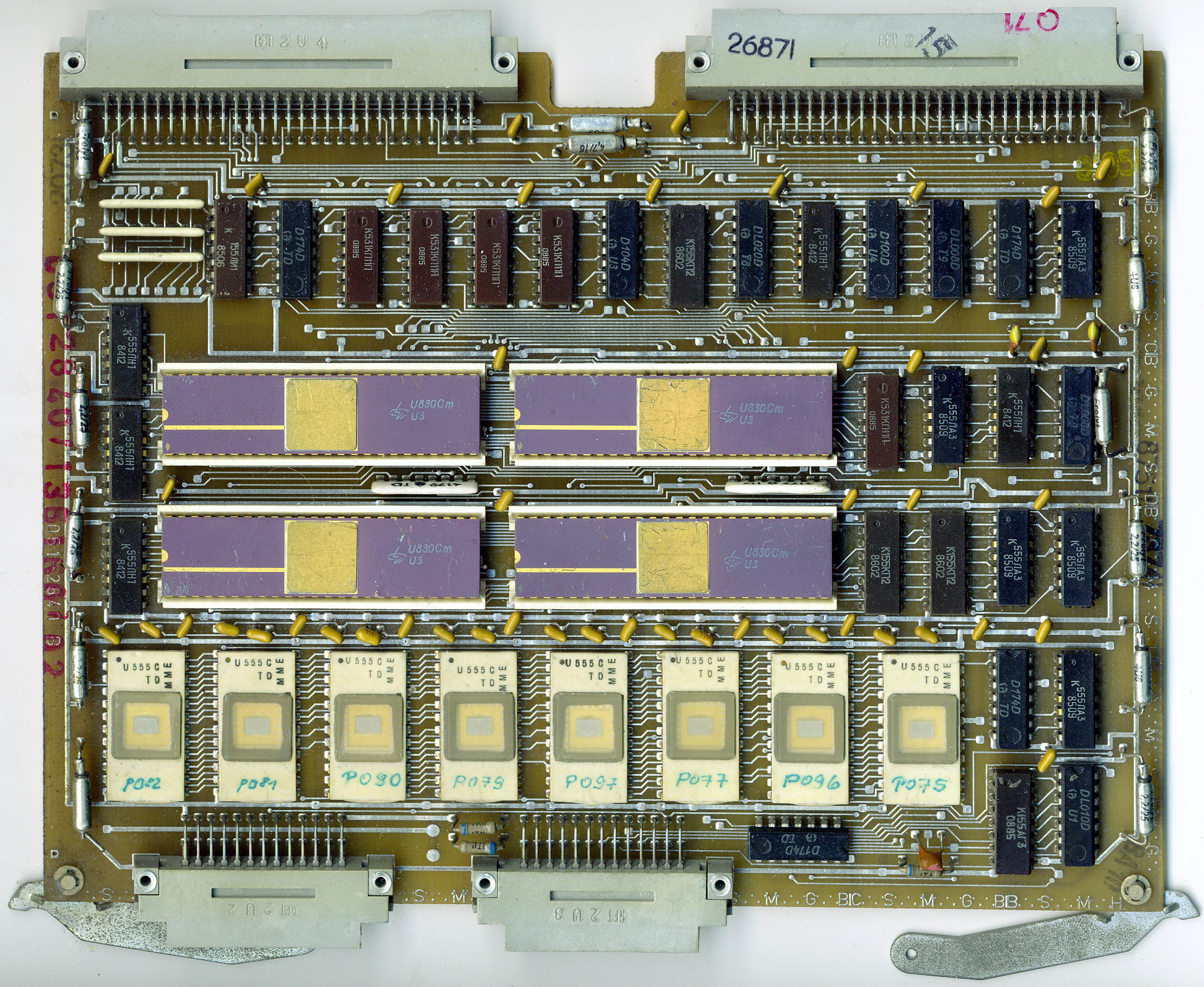
K 1630, ZVE 2664 mit 4 Stück U830C

bildet sich aus der (ausgehend vom K 1620 auf vier Chips U830C erweiterten) ZVE K 2664 mit 256 kB Adressraum und wahlweise noch dem Arithmetikprozessor ARP K 2061 (Basis: sowjetischer Mikroprozessor КР1804ВС1, analog zum AMD Am2901). Zusätzlich zu den Funktionen der ZVE K 2662 sind der K 2664
- die Realisierung der erweiterten mikroprogrammierten Befehlsliste des K 1630,
- die Adressrechnung für den Arithmetikprozessor

und mit der integrierten Speichervermittlungseinheit SVE die Funktionen
- Umrechnung der virtuellen 16-bit-Adresse in eine physische 18-bit-Adresse für den Adressraum 256 kB,
- Speicherplatzvermittlung bei Multiprogrammbetrieb und
- Speicherschutz

zuzuordnen.
Den Rechnerkernen konnten Speicherbaugruppen – je nach Konfiguration mit oder ohne Fehlerkorrektur – mit bis 248 kB DRAM sowie mit programmierbaren Festwertspeichern (PROM) von bis zu 16 kB hinzugefügt werden. Hier kamen DRAM-Schaltkreise mit 4 kbit (KP565PY1 (=Am2107)) oder 16 kbit (KP565PY3 (=U256, Am4116)) bzw. PROMs mit 2 kbit (U555 (=Am2708)) zum Einsatz.
Zur Nutzung vorhandener Software des Vorgängers Robotron R 4000 (analog Honeywell DDP 516) wurde ein Emulatorprozessor K 2063 auf Basis des sowjetischen Nachbaus К589ИКxx der Bit-Slice-Prozessorfamilie Intel 3000 entwickelt.
Für die Rechner der K-1600-Familie standen verschiedene Magnetband-, Disketten-, Festplatten- und Wechselplattensysteme aus eigener Produktion oder aus dem SKR/ESER-Verbund zur Verfügung. Die Schaltkreisfamilie К589ИКxx wurde auch bei der Anschlusssteuerung für Kassettenplattenspeicher („Winchester“-Wechselplatten analog IBM 3440) K 5160 (K 5164) verwendet. Für die Anschlusssteuerung für Disketten- und Festplattenlaufwerke K 5161 (K 5163) bzw. K 5165 wurde die U83x-Schaltkreisfamilie genutzt.
Je nach Kundenwunsch konnten verschiedene Anschlusssteuer-Baugruppen (V.24, IFSS, IFSP, IFLS, IMS) zum Anschluss peripherer Geräte (Terminals, Drucker, Plotter, Digitalisiergeräte), zum Mehrrechnerverbund (Rechnerkopplung) oder zur Labor- oder Prozessautomatisierung (z. B. CNC-Steuerung CNC H645) hinzugefügt werden. Über IFSS (Interface sternförmig seriell) wurden die Terminals K 8911, K 8912 oder K 8917 zur Bedienung der K-1600-Systeme angeschlossen.
Bei allen Baugruppen wurde zur Anbindung des K-1600-Systembusses an die Mikroprozessoren oder LSI-Interfaceschaltkreise ein speziell entwickelter Bussteuerschaltkreis U834 (К1883ВА4) verwendet. Zur Anbindung des K-1600-Systembusses an den SKR-Einheitsbus wurde ein Busumsetzer BUM K 4162 eingesetzt. Über einen speziellen Controllereinschub namens „C-RES“ konnten außerdem Baugruppen westlicher PDP 11-Rechner (mit DEC-UNIBUS) benutzt werden.
Im Gegensatz zu den PDP11-Klonen anderer RGW-Statten entwickelte die DDR eine komplett eigenständige Plattform mit eigenem Formfaktor, Steckverbindern, Bus- und Prozessorstruktur, Systemterminal-Anbindung und Bootloader-ROMs. Hierdurch sind die K-1600-System nicht 1:1 kompatibel zu den DEC PDP11 und auf eigene Betriebssysteme angewiesen.

## Betriebssysteme und Software
Als Betriebssysteme wurden das modulare Betriebssystem MOOS 1600 (teilkompatibel zu RSX-11M von DEC), dessen Nachfolger OMOS 2.0, das Betriebssystem zur Laborautomatisierung LAOS 1600 (teilkompatibel zu RT11 von DEC) sowie die Unix-5-Variante MUTOS 1630 vertrieben. Für die K 1600 waren Compiler für die Programmiersprachen BASIC, FORTRAN IV sowie für C, COBOL, Pascal und CDL verfügbar.
Für zahlreiche Projekte wurden spezielle problemorientierte Anwendungsprogramme zur Prozessautomatisierung mit dem K 1630 geschaffen. Beispielsweise wurden
- die Prozessüberwachung am Block IV des Kraftwerks Thierbach (in Verbindung mit dem Prozessleitsystem audatec der Geräte- und Reglerwerke Teltow)
- die Prozessführung einer Pfannenmetallurgieanlage in dem VEB Edelstahlwerk Freital,
- die Prozessüberwachung und Produktionslenkung im VEB Ferrosiliciumwerk Spremberg,
- die Prozessüberwachung sowie Versand- und Verladesteuerung im VEB Düngemittelwerk Rostock,
- die Rezeptaufbereitung und Prozesssteuerung bei der Rohgummiherstellung zusammen mit der Bühler-MIAG GmbH Braunschweig und
- Produktionsplanung, -lenkung und -abrechnung im VEB Metallgußwerk Leipzig

realisiert.